# Betta krataios
Betta krataios es una especie de pez perciforme anabántido de agua dulce de la familia Osphronemidae. El nombre proviene de krataios: del griego kratys, que significa fuerte, robusto, en referencia a la constitución del cuerpo de esta especie. Es nativo de partes de la cuenca baja del río Kapuas dentro de la provincia de Kalimantan occidental, Borneo, Indonesia. Hay insuficientes datos para concluir su estado de conservación.